# ディオン・ダブリン
ディオン・ダブリン（Dion Dublin, 1969年4月22日 - ）は、イングランド・レスター出身の元同国代表の元サッカー選手。ポジションは主にFW。1997-1998シーズンには18ゴールを記録し、マイケル・オーウェン、クリス・サットンと共に得点王に輝いた。

## 経歴

### プロキャリアの一歩
地元のチームでキャリアをスタートさせて、1985年にノリッジ・シティのユースに入団。1988年にトップチームに昇格するが、1試合も出場出来ぬまま1988年にケンブリッジ・ユナイテッドに放出された。
1988-89シーズンはローン移籍でバーネットFCに所属。翌年からチームに復帰すると、ノッリジ時代からセンターハーフとしてプレーしていたダブリンに非凡な得点感覚が備わっていると見抜いた監督のクリス・ターナーによってFWにコンバートされた。このポジション変更がダブリンのサッカー人生において分岐点となる。若くしてケンブリッジのエースストライカーとして頭角を現したダブリンは4部に所属していたチームを一気に上昇気流へと導いた。1989-90シーズンにプレーオフを経由してディヴィジョン3へ昇格、1990-91シーズンは昇格一年目にしてディヴィジョン3を制して2部に昇格。この2つのシーズンはいずれもFAカップでも好成績を残し、6回戦まで駒を進めている。ダブリン自身も1991年のアーセナル戦で得点をしている。しかし、1991-92シーズンでチームがプレーオフでトップリーグへの昇格を逃すと資金捻出のためにダブリンはチームを離れることとなった。ダブリンは自身の土台とも言えるケンブリッジに対して愛情を語っている。

### ビッグクラブへの移籍
当時サウサンプトンに所属していたアラン・シアラー獲得に失敗したマンチェスター・ユナイテッドがチェルシーやエヴァートンとの争奪戦を制して100万ポンドで獲得。1992-93シーズン第4節サウザンプトン戦においてロスタイムに決勝点を奪い、プレミア初得点を達成した。順調な滑り出しを見せたが、9月2日のクリスタルパレスで全治6ヶ月の重症を負った。ダブリンが離脱している間に、ユナイテッドはフランス代表のエリック・カントナを獲得、当時のユナイテッドの顔ともいえるマーク・ヒューズのパートナーとして地位を確固たるものにした。この年ユナイテッドは1966-67シーズン以来の、1部優勝を達成。ダブリンは合計7試合1得点でユナイテッド1年目を終えた。
徐々にチームにフィットしてきたダブリンであったが、試合出場も限られたものとなった。シーズン途中にエヴァートンへの移籍が浮上するも、ダブリン獲得を熱望していたエヴァートン側の監督が退任したこともあって、話は反故になった。最終的に、1993-94シーズンをもってユナイテッドを退団し、200万ポンドでコヴェントリー・シティへ移籍。

### スカイブルーでの日々と得点王
1995-96シーズンからコヴェントリーの監督に就任したロン・アトキンソン、翌年から就任したゴードン・ストラカンの戦術手法はダブリンの才能を最大に引き立てるものであった。ダレン・ハッカービーやガリー・マカリスターらとともにチームを支え、1997-98シーズンにはマイケル・オーウェン、クリス・サットンと共に得点王のとなった。グレン・ホドル監督によってイングランド代表に初招集。オーウェンと並び得点王となったのにも関わらず、フランスW杯のメンバーには選出されなかった。
1998-99シーズン途中にアストン・ヴィラへ移籍。移籍後の古巣コヴェントリー戦においてブーイングを受けた。ダブリンは現在でもコヴェントリーのプレミアリーグ最多得点保持者である。

### ヴィランズでの栄光と挫折
ダブリンの実力と所属チームの順位から、常に移籍が噂されていたが、1998-99シーズン途中にコヴェントリーのライバルであるアストン・ヴィラに575万ポンドで加入。直ぐにチームに馴染み、4試合でハットリックを含む7ゴールをあげた。移籍後、デビュー戦から4試合連続で得点を上げた選手はダブリンを含めて、6人のみである。1999年の12月のシェフィールド・ウェンズデイ戦で首を負傷するも、2000年4月のFAカップ準決勝ボルトン・ワンダラーズ戦において得点を決め、チームの43年ぶりの決勝進出に貢献した。
しかし、2001年のファン・パブロ・アンヘル、2002年のピーター・クラウチなどの加入によって、定位置争いに直面し、数週間のミルウォールFCへのレンタル移籍を経験。ミルウォールではディヴィジョン1の7試合に出場して2ゴール。プレーオフでも1得点を上げ、FWとしての役割を果たすも、チームはバーミンガム・シティに破れ、プレミア昇格とはならなかった。
復帰後はダリウス・ヴァッセルとパートナーを組んだが、2003-04シーズン限りでロニー・ヨンセンとともに契約を打ち切られた。

### 低迷とストラカンとの再会
昨シーズンまでプレミアでプレーしていたレスター・シティに加入。チームも1年でのプレミア復帰を目標を掲げていただけに、ダブリンへの期待も大きかったが37試合で5ゴールという成績でシーズンを終えた。翌2005-06シーズンはDFにコンバートされるも、チームは昇格はおろか二桁順位に甘んじた。こうしたことから、2006年1月30日に相互合意の下で契約を解除した。
クリス・サットンの抜けた穴を埋めるピースを探していた、コヴェントリー時代の恩師ストランカンの手招きによってスコティッシュ・プレミアリーグセルティックへ加入。セルティックでは主にスーパーサブとして、リーグ制覇とスコティッシュリーグカップ獲得に貢献した。

### 古巣復帰と引退
2006年9月20日に、約20年ぶりに1年契約で古巣のノリッジ・シティに復帰。23日のプリマスでデビュー（ダブリンはノリッジでプロキャリアをスタートさせたが出場がないまま移籍したので、この試合が言葉通りのノリッジでのデビュー戦である）。10月14日のQPR戦で初得点。プレイヤーオブザイヤーに選出される活躍みせるも、2008年に引退を決意。

## 引退後
引退後は、Sky Sportsなどで解説者として活躍する傍ら、自ら「ザ・デューブ」なるパーカッション楽器を考案し音楽活動も行っている。 

## タイトル

### クラブ
マンチェスター・ユナイテッド
- プレミアリーグ : (1992-93)

アストン・ヴィラ
- UEFAインタートトカップ :  (2001)

セルティック
- スコティッシュ・プレミアリーグ : (2005-06)
- スコティッシュリーグカップ : (2005-06)

### 個人
- プレミアリーグ得点王 : (1997-98)
- プレミアリーグ月間MVP : (1998年1月,11月)